# NEEDLESS (動畫)
NEEDLESS改編成的動畫版，2009年7月起在東京都會電視台播放，高清制作，全24話。故事和漫畫有重大的出入。

## 動畫和原著的差異
- 動畫是相當於原著漫畫的第一至七集的大部分劇情，從第一個ED中男主角古魯斯便穿上了少女部隊的制服(兩個鏡頭)來看，原定應當是把當時仍然連載中的原著完全動畫化，為了遷就一般當時的觀眾的口味，所以作了很多改編的地方。
- 但實際本片收視率不高，製作組認為不受歡迎而被腰斬，並以原創結局收場。
- 沒有提到needless能力者被逼害和驅逐到BS(blackspot，指故事中被核武轟炸的廢墟)的慘況。
- 並未提及了除了needless外其他人不得自行進入BS，即作為主角的古魯斯在原著只是非法留在BS，但在動畫中卻自視為家園來保衛。
- 前史的救世主兼needless的前世，沒有提到其尊號(基督二世CHRIST SECOND)，僅有提到「二世」(THE SECOND)。
- 沒說明西緬集團是故事中唯一可以合法進入BS的組織，也諱說到加入西緬是needless的唯一正途，BS的人物對西緬的needless僅被當作其打手或殺手般害怕。
- 鏡頭從未直接拍出BS外的世界，僅在太空拍到鄰近的城市晚上萬家燈火當中的西緬總部，和其包圍的黑暗世界BS。外界人員，包括了普通平民(市民)、政府高層(首相和部分內閣成員)、警方(城市警備隊)、軍方(自衛隊)、外國人等都未在動畫中登場或被介紹。
- 西緬的學校聖玫瑰學園(OVA改稱聖百合學園)並未登場，僅在ED中由古魯斯和失落的環節三人組穿著過校服。
- 動畫的旁白是內海賢二配音的，也是故事中作為動畫的男女主角的貝賴德和夏娃的義父基頓博士，而在原著中博士的真面目卻是故事的元兇666委員會的首領。
- 動畫正片內充滿著古魯斯的獨白，起初像對想像中的姐姐說，後來沒有明確的對象。和基頓(內海賢二)的旁白組合，似乎表示是一種「說故事」「戲說」般的虛擬敘事風格。
- 雖然在正片中胡桃(十六歲)身穿校服被狙殺，但並未明言是學生和穿著校服。其他人當作只是大企業的員工作的制服，而她們只是單純的打手吧。
- 動畫中人物裸露較少，僅在正版DVD或BD的附屬特典中，經常可以見到裸體或半裸，而且仍然不露出乳頭和性器的。
- 動畫中把很多原著中在戰鬥和殺傷的場面簡化了，如沒有見到貝賴德腹部被刺傷時露出的內臟。
- 在原著中未央`剎那`槴等被稱為失落的環節三人組，是僅次於四大天王的高級幹部，但動畫中沒有特別的稱號，少女部隊也沒有原著中「一軍二軍」的等級分別。
- 七海和美咲在原著中主在正史直前外傳KILLER GIRLS登場，正史被剎那和未央打得直觀上死亡(但證實復完了)，但動畫中是在剎那和未央把夏娃抓回後的事，打敗兩人後僅脫光和拍照示眾徵戒。
- 胡桃在動畫中負傷後流的血量遠較原著多的，動畫中被左天踢飛時，刺穿她的木板不合理地脫落。
- 失落的環節三人組帶走胡桃時，原著相信是剎那確認胡桃未死而急忙逃回去的。動畫中由未央抱起認定是屍體的胡桃，不合理地慢慢地和殺死自己朋友的人(貝賴德一黨)道別。
- 原著中貝賴德不是複制人，而是以為自己是複制人，真名「御田靜馬」。但亞當系列是被「定性」或「定義」為複制人的指鹿為馬下，和夏娃一起被強行篡改了記憶。
- 原著中夏娃只不過是荻葉香澄的妹妹香鈴(卡琳)，動畫被說成是香澄的擬似複制人，原著中香澄也沒有真的死了，但在結局似一直僅是植物人。
- 左天在原著結局中，暗殺了日本政府高層，僅說穿自己是「真的阿克萊特」，但沒有表露「真正的身分」(說不是複制人吧)。動畫結局中左天表露身分是水無月鏡司，並暗殺了666委員會的日本幹部。
- 原著中阿克萊特被左天引爆體內的炸彈而死，樓閣寺被左天或胡桃洗腦的少女部隊合力所殺。動畫中阿克萊特被左天所暗殺，樓閣寺以自己肉體吸收了阿克萊特的能力和變身成其外觀，但因為發狂攻擊無辜者和己方，而被西緬請求貝賴德一派合力所殺。
- 原著中夏娃被基頓博士所殺，而博士因試圖硬闖異次元的門被夾死，貝賴德和左天同歸於盡，結局是亞當系列全滅。但貝賴德死前把夏娃的屍體和自己同化成女亞當，但動畫中三人皆無事結局。

## 制作人員
- 監督：迫井政行
- 系列構成：西園悟
- 人物設定：加藤裕美
- 總作畫監督：小堺能夫
- 技術監督：沼田誠也
- 美術監督：岡本有香
- 色彩設計：上村修司
- 攝影監督：松井伸哉
- 音樂：加藤達也、飯塚昌明
- 音響監督：高桑一
- 制片人：大胡寬二、川村仁、櫻井優香、二方由紀子
- 動畫製作：Madhouse
- 制作：NEEDLESS制作委員會（Avex Entertainment、博報堂DY Media Partners、Lantis、Madhouse）

## 主題曲
片頭曲
- 「modern strange cowboy」

作詞：谷山紀章，作曲、編曲：飯塚昌明，演唱：GRANRODEO
- 「Scarlet Bomb!」

作詞:畑亞貴，作曲、編曲：飯塚昌明，演唱：美郷あき
片尾曲
- 「Aggressive zone」

作詞：畑亞貴，作曲、編曲：高田曉，演唱：（夏娃·諾伊休凡·舒坦因（喜多村英梨）、庫魯斯·西爾特（遠藤綾）、剎那（後藤沙緒里）、未央（牧野由依）、迪斯克（加藤英美里））
- 「WANTED！for the love」

作曲：藤原圭二，作詞：畑亞貴，編曲：高田曉，演唱：

### CD
- CHARACTERS LOVE♡MISSION
- NEEDLESS Original Soundtrack

## 各話資料
| 話數 | 標題 | 中文標題             | 腳本     | 分鏡     | 演出            | 作畫監督                                                                                    |
| ---- | ---- | -------------------- | -------- | -------- | --------------- | ------------------------------------------------------------------------------------------- |
| 1    |      | 亞當·布雷德          | 西園悟   | 迫井政行 | 大谷肇          | 小堺能夫 渡邊和夫                                                                           |
| 2    |      | 夏娃·諾伊休凡·舒坦因 | 西園悟   | 大谷肇   | 草野新二郎      | 大塚美登理                                                                                  |
| 3    |      | 照山最次             | 西園悟   | 村上勉   | 篠原誠          | 渡邊和夫 玉井公子 LEE SI MIN                                                                |
| 4    |      | 鋼鐵山               | 西園悟   | 長尾肅   | 小野田雄亮      | 福重秀一                                                                                    |
| 5    |      | 西美翁少女部隊       | 西園悟   | 長尾肅   | 大谷肇          | 瀨川真矢                                                                                    |
| 6    |      | 黃金之鎖             | 江夏由結 | 迫井政行 | 石踊宏          | 飯田宏儀                                                                                    |
| 7    |      | 亞當·阿克萊特        | 江夏由結 | 所智一   | 川久保圭史      | 玉井公子 大塚美登理                                                                         |
| 8    |      | 樓閣寺離瑠           | 西園悟   | 長尾粛   | 草野新二郎      | 渡辺和夫 LEE SI MIN 玉井公子（補佐） 大塚美登理（補佐） 臼井文明（補佐） 阿部可奈子（補佐） |
| 9    |      | 第3防護區            | 西園悟   | 矢吹勉   | 高木秀文        | 大塚美登理 玉井公子 阿部可奈子                                                              |
| 10   |      | 賽特×索兒凡          | 江夏由結 | 迫井政行 | 小野田雄亮      | 福重秀一                                                                                    |
| 11   |      | 黑色魅惑力           | 西園悟   | 滝川和男 | 五月女有作      | 佐藤道雄                                                                                    |
| 12   |      | 胡桃                 | 西園悟   | 大庭了昭 | 川久保圭史      | 井上義勝 LEE SI MIN                                                                         |
| 13   |      | 白毫                 | 西園悟   | 沼田誠也 | 沼田誠也        | 坂井久太                                                                                    |
| 14   |      | 香氣的誘惑           | 江夏由結 | 島津裕行 | 大谷肇          | 臼井文明 大塚美登理                                                                         |
| 15   |      | 第四波動             | 西園悟   | 高本宣弘 | 草野新二郎      | 瀬川真矢 吉井弘幸                                                                           |
| 16   |      | 亞路佳・西爾特       | 西園悟   | 滝川和男 | 石踊宏          | 飯田宏儀                                                                                    |
| 17   |      | 遊擊隊               | 江夏由結 | 大庭了昭 | 高木秀文        | 臼井文明 大塚美登理                                                                         |
| 18   |      | 火神的氣息           | 西園悟   | 末田宜史 | 小野田雄亮      | 福重秀一                                                                                    |
| 19   |      | 正向回饋・零         | 西園悟   | 高本宣弘 | 川久保圭史      | LEE SI MIN JANG MIN HG                                                                      |
| 20   |      | A-B                  | 江夏由結 | 大庭了昭 | 五月女有作      | 佐藤道雄                                                                                    |
| 21   |      | A-A                  | 江夏由結 | 迫井政行 | 草野新二郎      | 臼井文明 大塚美登理                                                                         |
| 22   |      | 666人委員會          | 西園悟   | 宍戶淳   | 高木秀文 宍戸淳 | 井上義勝                                                                                    |
| 23   |      | 左天                 | 西園悟   | 島津裕行 | 大谷肇          | LEE SI MIN LEE MIN BAE                                                                      |
| 24   |      | 庫魯斯·西爾特        | 西園悟   | 迫井政行 | 迫井政行        | 小堺能夫 渡辺和夫 広田知子                                                                  |

## 播放電視台
日本深夜動畫：下文記載的日本国内播放時間使用日本標準時間（UTC+9）表示。因為部分時間标识會採用30小时制，因此請留意这类超过24:00的时间，其實際播放時間為翌日清晨。
| 播放地区   | 播放电视台   | 播放时间                      | 播放日期             | 所属局     | 备注                |
| ---------- | ------------ | ----------------------------- | -------------------- | ---------- | ------------------- |
| 東京都     | TOKYO MX     | 2009年7月2日 - 12月10日       | 星期三 25:30 - 26:00 | 独立UHF局  |                     |
| 近畿广播圈 | 毎日放送     | 2009年7月4日 - 12月26日       | 星期六 26:58 - 27:28 | TBS系列    | アニメシャワー第3部 |
| 埼玉県     | 埼玉電視台   | 2009年7月6日 - 12月14日       | 星期一 25:30 - 26:00 | 独立UHF局  |                     |
| 神奈川县   | 神奈川電視台 | 2009年7月8日 - 12月16日       | 星期三 26:15 - 26:45 | 独立UHF局  |                     |
| 中京廣域圈 | 東海電視台   | 2009年7月17日 - 2010年1月15日 | 星期五 27:35 - 28:05 | 富士电视网 |                     |
| 日本全國   | AT-X         | 2009年8月18日 - 2010年1月26日 | 星期四 8:00 - 8:30   | CS卫星广播 | 有重播              |

## 特典
一共有十二集的OVA短片聖百合學園的秘密，每集正片長約三分鐘，隨正版BD/DVD後所收錄的。講以偽娘姿態進入少女部隊的母校聖百合學園的山田撫子（古魯斯）為主角，和動畫中西緬少女部隊被說成是江湖風格的大企業西緬的殺手，或者原著的聖玫瑰學園編中正規情報員，兩者的印象都完全不同，本編的少女部隊是偶像組合的故事。
而且在本編中即使原著中和少女部隊敵對的人物也是其成員的。

### 制作名單
- 監督 - 渡辺和夫
- 色指定・検査 - 田中千春
- 背景 - アトリエプール
- 編集 - MAD BOX
- 音響監督 - 高桑一
- 音響制作 - 神南スタジオ
- 企画協力 - 集英社『Ultra Jump』編集部・川中和満
- 制作進行 - 常光将史、HAN SUNG YI
- 動畫制作協力 - IMAGIN、ANK Inc.
- 動畫制作 - MADHOUSE
- 總編劇 - 西園悟

### 特典集數介紹
| 話数       | 副題       | 脚本   | 分鏡     | 演出       | 作画監督                   | 原画                                                    |
| ---------- | ---------- | ------ | -------- | ---------- | -------------------------- | ------------------------------------------------------- |
| episode.01 | 潜入       | 西園悟 | 宍戸淳   | 宍戸淳     | 小堺能夫 渡辺和夫          | HAN SUNG HUI                                            |
| episode.02 | ブルマー   | 西園悟 | 宍戸淳   | 宍戸淳     | 渡辺和夫 広田知子          | 秋元香 春日久美子                                       |
| episode.03 | 保健室     | 西園悟 | 宍戸淳   | 宍戸淳     | 小堺能夫 渡辺和夫          | 兼高里圭                                                |
| episode.04 | 野球拳     | 西園悟 | 宍戸淳   | 高木秀文   | 渡辺和夫 広田知子          | KYOUNG BEAK MIN KIM KYUNG HEE JO SEOK KYUN HAN SUNG HUI |
| episode.05 | 水着       | 西園悟 | 宍戸淳   | 高木秀文   | 広田知子                   | 阿部加奈子 篠原誠 小林史緒里 吉野恵美子                 |
| episode.06 | 水中騎馬戦 | 西園悟 | 宍戸淳   | 高木秀文   | 広田知子                   | 臼井文明 大塚美登理 小林史緒里 吉野恵美子               |
| episode.07 | マッサージ | 西園悟 | 吉川博明 | 川久保圭史 | 渡辺和夫 広田知子 小堺能夫 | HEO OWI YEON                                            |
| episode.08 | お薬       | 西園悟 | 吉川博明 | 川久保圭史 | 渡辺和夫 広田知子 小堺能夫 | 橘由美子                                                |
| episode.09 | 秘密       | 西園悟 | 吉川博明 | 川久保圭史 | 渡辺和夫 広田知子 小堺能夫 | 小林史緒里                                              |
| episode.10 | 入浴       | 西園悟 | 吉川博明 | 川久保圭史 | 渡辺和夫 広田知子 小堺能夫 | LEE SI MIN HAN SUNG HUI                                 |
| episode.11 | 露見       | 西園悟 | 吉川博明 | 川久保圭史 | 渡辺和夫 広田知子 小堺能夫 | HEO SOON YOUNG                                          |
| episode.12 | 再会       | 西園悟 | 吉川博明 | 川久保圭史 | 渡辺和夫 広田知子 小堺能夫 | 橘由美子 大塚美登理                                     |

#### 主題曲
- 僅在ED時播放，每集播放約十五耖

『ニュー☆シネマ気分☆パラダイス』（1話、10話）
作詞 - 畑亜貴 / 作曲 - 田代智一 / 編曲 - 安藤高弘 / 歌 -夏娃（喜多村英梨）
『デラックスに好きして』（2話）
作詞 - 畑亜貴 / 作曲 - 田代智一 / 編曲 - 安藤高弘 / 歌 - 古魯斯/山田撫子（遠藤綾）
『バイバイリボンのプレゼント』（3話）
作詞 - 畑亜貴 / 作曲 - 綾原圭二 / 編曲 - 鈴木マサキ / 歌 - 迪斯（加藤英美里）
『がんばらないのが美しい?』（4話）
作詞 - 畑亜貴 / 作曲 - 吉田勝弥 / 編曲 - 荒木啓六 / 歌 - 塞特（福原香織）、索兒凡（今井麻美）
『WANTED! for the love』（5話）
作詞 - 畑亜貴 / 作曲・編曲 - 綾原圭二
歌 - ニードレス★ガールズ+（夏娃（喜多村英梨）、迪斯（加藤英美里）、剎那（後藤沙緒里）、未央（牧野由依）、梔（茅原実里））
『夏・ロマンス通りにて』（6話）
作詞 - 畑亜貴 / 作曲 - 和田耕平 / 編曲 - 安藤高弘 / 歌 - 梔（茅原実里）
『わたしはジュースでココナッツ』（7話）
作詞 - 畑亜貴 / 作曲 - 綾原圭二 / 編曲 - 原田勝通
歌：KILLER GIRLS（穗花（井口裕香）、夏樹（真堂 圭）、結愛（竹達彩奈））
『砂に落ちた涙』（8話）
作詞 - 畑亜貴 / 作曲 - 福本公四郎 / 編曲 - 近藤昭雄 / 歌 - 剎那（後藤沙緒里）　　
『あまくてまるいあした』（9話）
作詞 - 畑亜貴 / 作曲・編曲 - 高田暁 / 歌 - 剎那（後藤沙緒里）、未央（牧野由依）、梔（茅原実里）
『純情リフレイン』（11話）
作詞 - 畑亜貴 / 作曲 - 吉田勝弥 / 編曲 - 安岡洋一郎 / 歌 - 未央（牧野由依）
『Aggressive zone』（12話）
作詞 - 畑亜貴 / 作曲・編曲 - 高田暁
歌 - NEEDLESS GIRLS+（夏娃（喜多村英梨）、古魯斯（遠藤綾）、剎那（後藤沙緒里）、未央（牧野由依）、迪斯（加藤英美里））